# William Beaumont

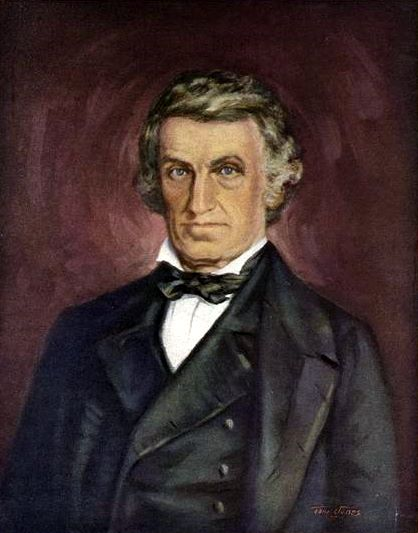
William Beaumont

William Beaumont (* 21. November 1785 in Lebanon, Connecticut; † 25. April 1853) war ein Chirurg und Militärarzt in der US Army, der die Verdauung des Menschen erforschte.

## Leben
William Beaumont wurde als Sohn von Samuel und Lucretia Beaumont in Lebanon geboren. Er erhielt seine Ausbildung bei Dr. Truman Powell in St. Albans, Vermont. Während des Krieges diente er ab 1812 drei Jahre lang als Hilfs-Chirurg in der Armee. Nach Kriegsende betrieb er eine private Praxis in Plattsburgh, New York. Ihm zu Ehren benannt ist der Beaumont Hill in der Antarktis.

## Experimente mit der Verdauung des Magens
Als am 6. Juni 1822 der frankokanadische Trapper Alexis St. Martin in einem Fort zwischen Michigan und Huronsee mit Schrot aus einer Schrotflinte in den Magen getroffen wurde, leitete Beaumont die Erstversorgung ein. Der Trapper überlebte mit einer Magenfistel. Beaumont behielt St. Martin bei sich und begann ab 1825 seine Experimente über die Verdauung, insbesondere zur Magensekretion, indem er Speisen an Fäden durch die offene Hautfalte in den Magen ließ und die Veränderungen nach ein paar Stunden beobachtete. Er entnahm eine Probe des Magensaftes und analysierte diese chemisch. Seine 1833 veröffentlichte  Forschung kamen zu dem Ergebnis, dass die Nahrung nicht durch eine Lebenskraft, sondern durch Magensaft verarbeitet wurden.
Nach einer zweijährigen, unerlaubten Abwesenheit, in der St. Martin in Kanada heiratete und zwei Kinder bekam, machte ihn Beaumont ausfindig und überredete ihn, das Experiment ab 1829 gegen eine vertraglich festgelegte Bezahlung einschließlich Unterkunft und Essen fortzusetzen. In den nächsten fünf Jahren erfolgten, manchmal täglich, weitere Experimente, die Beaumont zu Berühmtheit in der Fachwelt verhalfen, jedoch ohne St. Martin zu erwähnen. 1833 publizierte Beaumont über seine Forschungen. Er starb 1853 durch einen Sturz auf vereisten Stufen. Als St. Martin 1880, also mehr als ein Vierteljahrhundert, nach Beaumont starb, wollten ihn die Ärzte obduzieren und seinen Magen einem Museum zukommen lassen. Dessen Familie bahrte jedoch den Leichnam bis zur Verwesung auf, um ihn dann mehrere Meter tief zu begraben, um eine Exhumierung zu verhindern.

## Weblinks

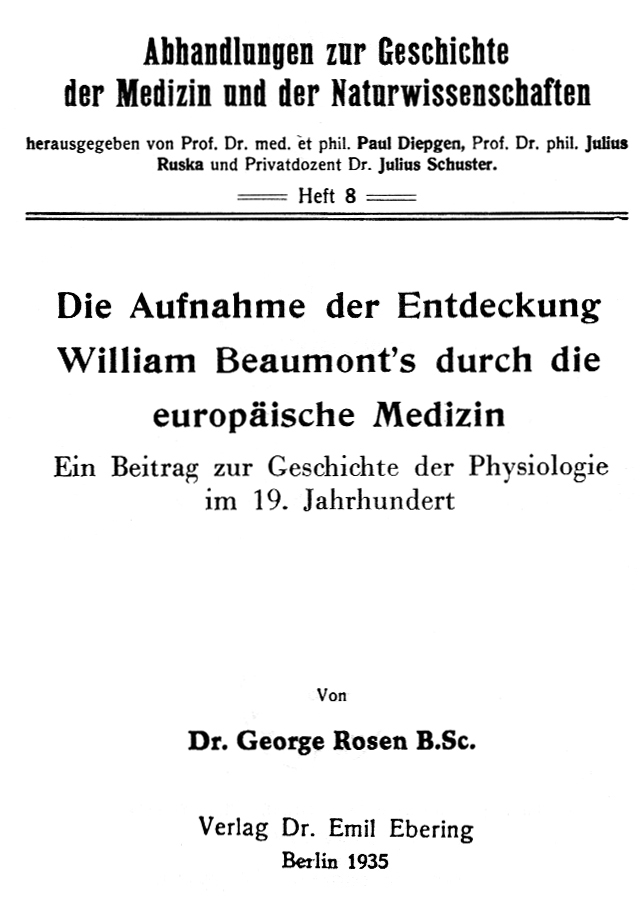
Dissertation von George Rosen (1935)